# 替代民主极点
替代民主极点（西班牙語：Polo Democrático Alternativo，缩写为PDA）是哥伦比亚的一个左翼政党，成立于2005年12月。
该党于2005年12月作为独立民主极点和民主替代的政治联盟成立。两党都反对新自由主义经济计划，反对哥伦比亚当时的总统乌里韦领导下的证券化及军事化。曾经它还是议会中唯一一个宣布反对胡安·曼努埃尔·桑托斯政府的政党。
截至2009年，替代民主极点的政治家中相当一部分人是前游击队战士，他们在1980年代末—1990年代初放弃武装斗争并被遣散。截至2012年，相当一部分该党的政治家，包括前游击队员，都自愿加入绿色联盟、进步运动或是爱国行军而不再是替代民主极点的成员。